# پردال
شهر پردال (به رومانیایی: Predeal) در شهرستان براشوو در کشور رومانی واقع شده‌است. جمعیت این شهر ۵٬۶۱۵ نفر  است.

## نگارخانه

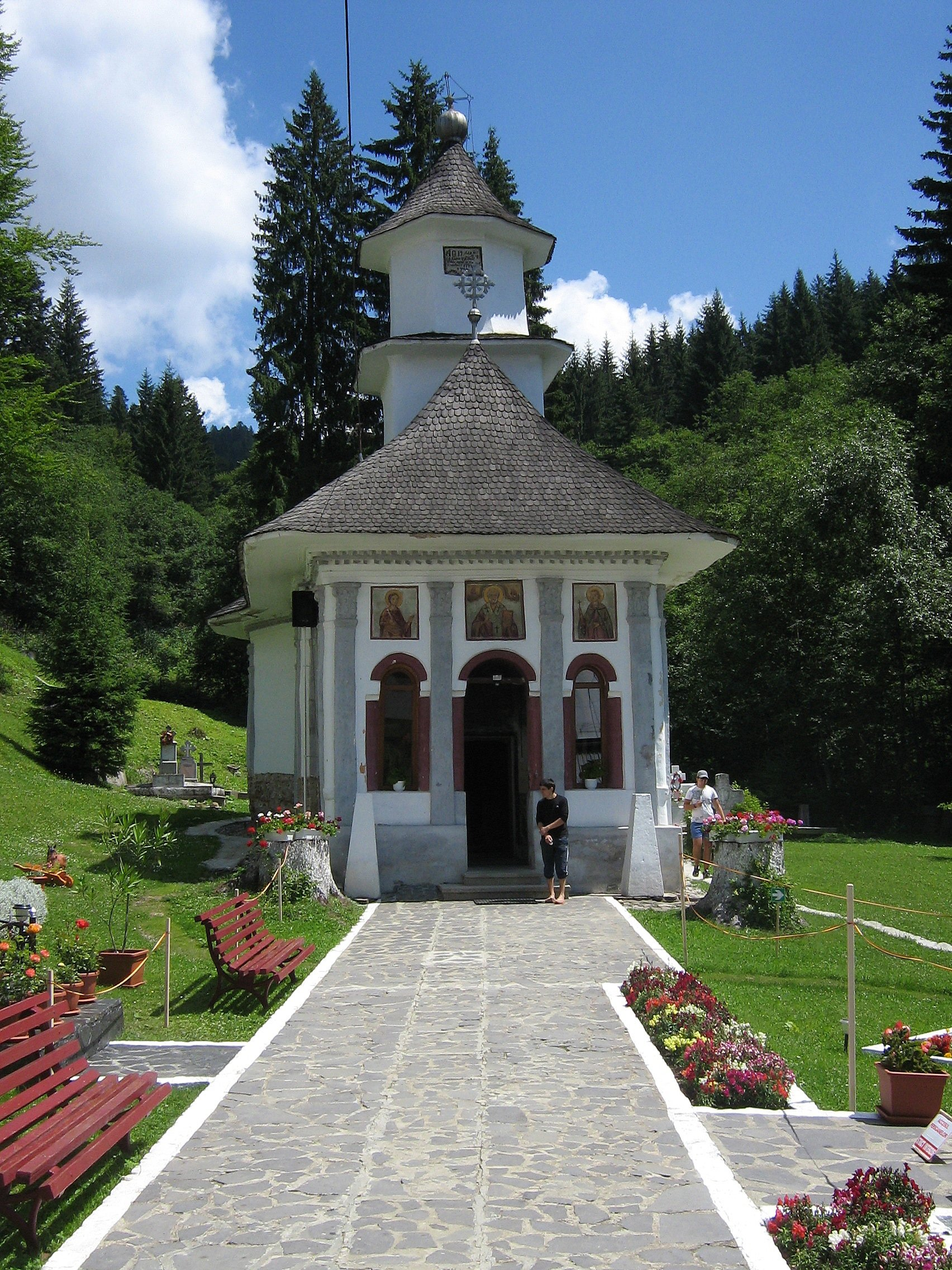
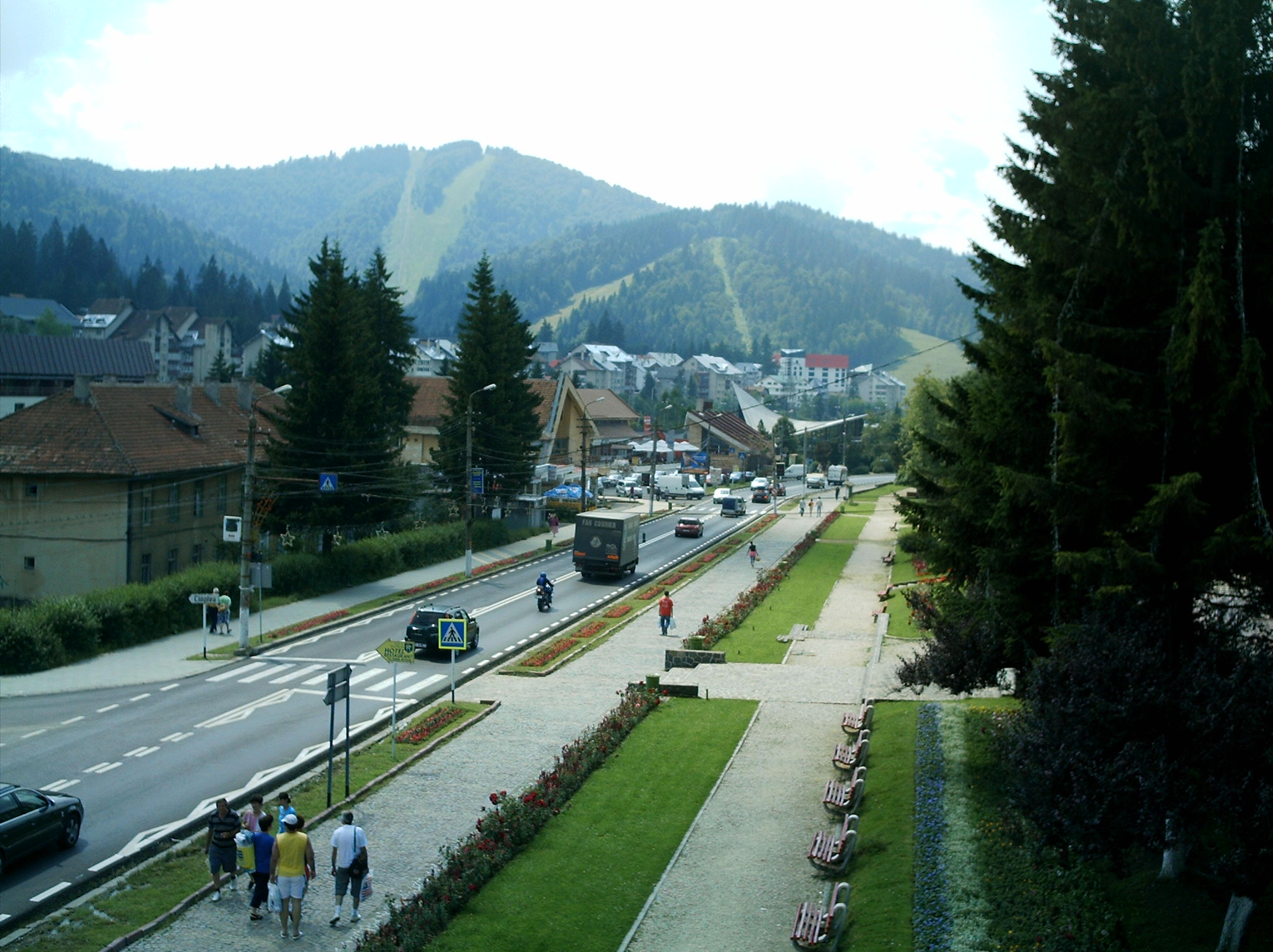
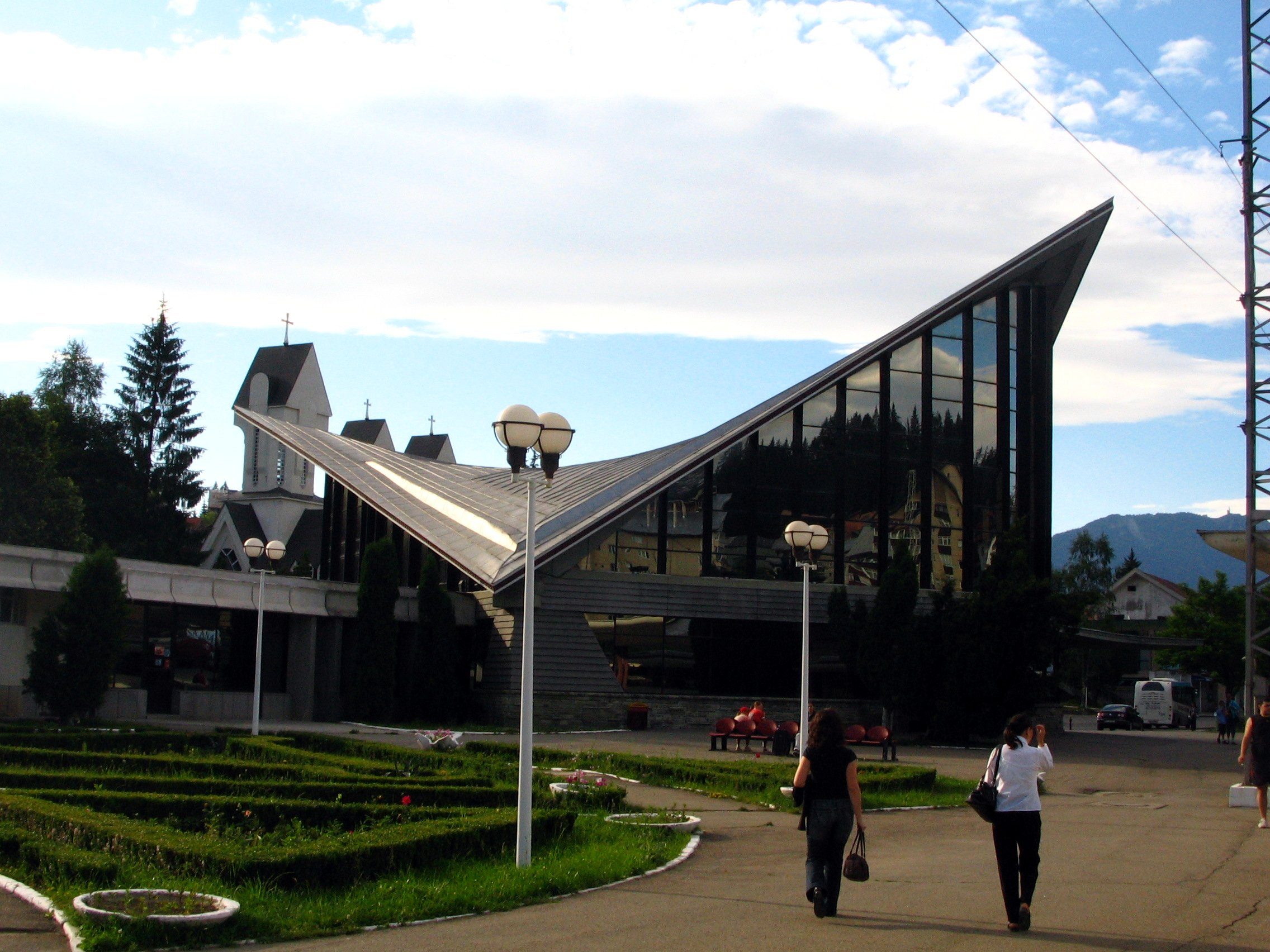
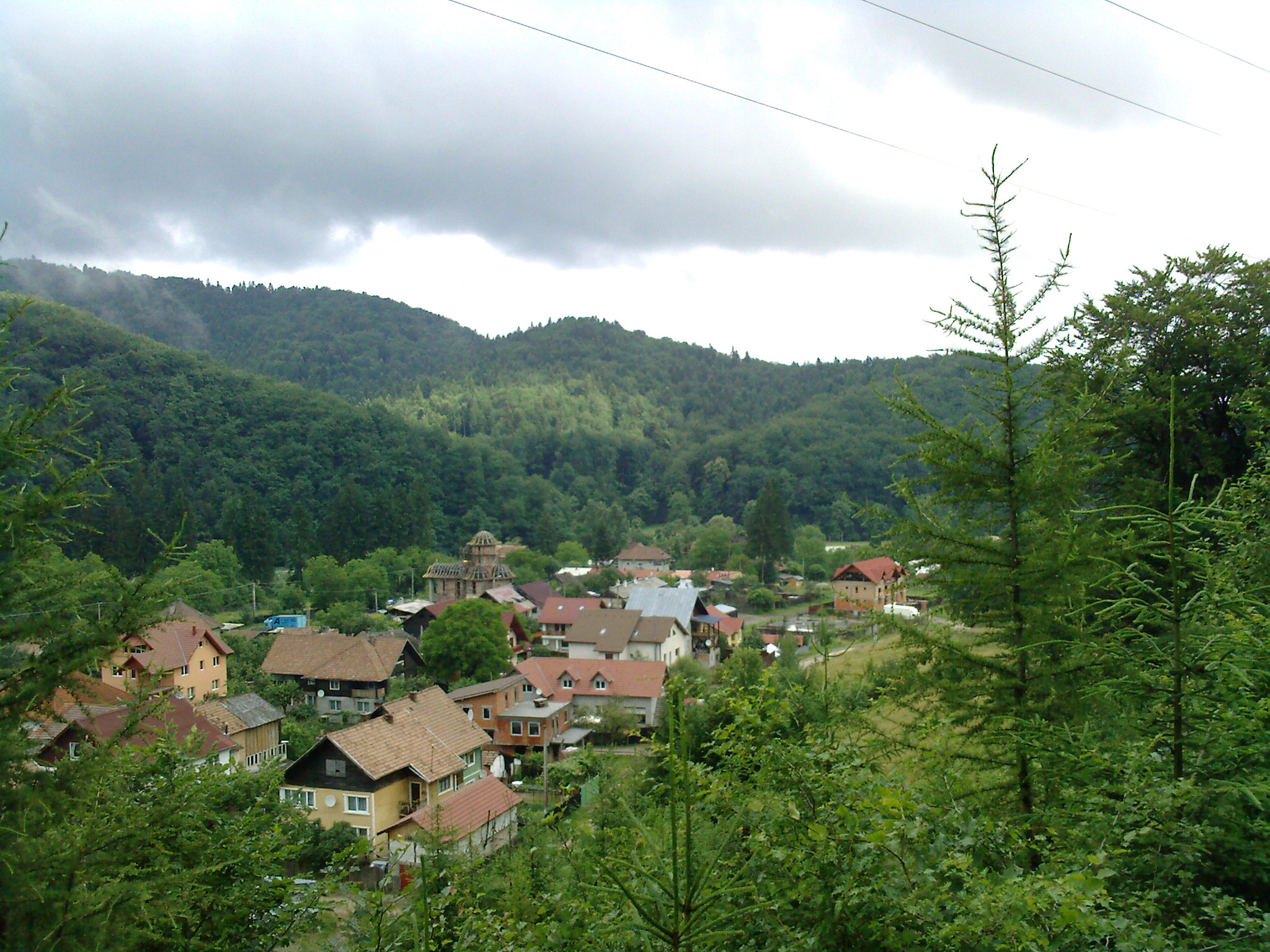